# Robert G. Cole
Il tenente colonnello Robert George Cole (San Antonio, 19 marzo 1915 – Best, 18 settembre 1944) è stato un militare statunitense che per le sue eroiche azioni durante l'invasione della Normandia ricevette la Purple Heart e la Medal of Honor.

## Carriera
Cole nacque a Fort Sam Mouston in Texas dal colonnello Clarence F. Cole, ufficiale medico, e da Clara H. Cole il 19 marzo 1915. Si diplomò alla scuola superiore di San Antonio e il 1º luglio 1934 si arruolò nell'esercito statunitense, entrando il 26 giugno 1935 all'Accademia di West Point. Con il grado di sottotenente fu assegnato alla 15ª Divisione di Fanteria, di stanza a Fort Lewis nello stato di Washington, dove rimase fino al 1941 quando fu trasferito nel 501º Reggimento di Fanteria Paracadutista a Fort Benning. Nel marzo del 1941 completò l'addestramento da paracadutista ed in seguito, promosso al grado di tenente colonnello, assunse il comando del 3º battaglione del 502º Reggimento di Fanteria Paracadutista della 101ª Divisione Aviotrasportata.

## D-Day
La sera tra il 5 ed il 6 giugno 1944 il 3º battaglione fu paracadutato in Normandia con l'obiettivo di prendere possesso dell'uscita numero 3 di Utah Beach per facilitare l'avanzata nell'entroterra della 4ª Divisione di fanteria statunitense. A causa dei lanci mal riusciti Cole riuscì a radunare soltanto 75 soldati appartenenti a varie unità provenienti sia dall'82ª Divisione Aviotrasportata che dalla 101ª Divisione Aviotrasportata ciononostante portò a termine la sua missione. In seguito il battaglione di Cole fu posto sul fianco destro dell'avanzata della 101ª su Carentan.
Il pomeriggio del 10 giugno 1944, Cole condusse il 3º battaglione, ormai ridotto a 400 uomini, lungo una strada molto esposta, con campi allagati da entrambi i lati e truppe tedesche trincerate in particolare attorno ad una fattoria sul lato destro, e che fu in seguito soprannominata "Purple Heart Lane" a causa delle forti perdite subite dagli statunitensi. Alla fine della strada c'era un ponte sul fiume Douve che avrebbe condotto il tenente colonnello ed i suoi uomini a Carentan, città di grande importanza strategica poiché, una volta conquistata, si sarebbe potuto creare un collegamento tra le unità sbarcate a Utah Beach e la 29ª Divisione Fanteria in arrivo da Omaha Beach.
Il battaglione di Cole, esposto ad un continuo fuoco di mitragliatrici, mortai e artiglieria, avanzò molto lentamente subendo numerose perdite. Il ponte era bloccato da un "cancello belga", ostacolo che consentiva il passaggio di un solo uomo alla volta, i tentativi per superare questo blocco fallirono quindi il battaglione si dispose in posizioni difensive per la notte.
Durante la notte il fuoco nemico continuò incessante, coadiuvato anche da due aerei, il battaglione subì numerose perdite e la compagnia I fu quasi annientata, d'altra parte il fuoco proveniente dalla fattoria diminuì ed i restanti 265 uomini riuscirono ad oltrepassare il "cancello belga". Non avendo altra scelta Cole ordinò di lanciare fumogeni sulle posizioni tedesche e guidò i suoi uomini in un assalto alla baionetta. Questo episodio è passato alla storia come la "Carica di Cole", e per il grande coraggio dimostrato Cole fu insignito della Medaglia d'Onore, unico membro della 101ª Divisione Aviotrasportata a riceverla in Normandia.
L'assalto si rivelò molto costoso e 130 dei 265 uomini furono messi fuori combattimento, quindi al 1º Battaglione del 502º fu ordinato di passare attraverso le linee del 3°, che non poteva più avanzare a causa delle forti perdite, e di procedere verso Carentan, ma a causa del fuoco tedesco il 1º battaglione fu costretto a fermarsi sulle linee del 3°. Il 1° ed il 3° furono quindi impegnati a respingere i contrattacchi del 6º Reggimento di Fanteria Paracadutista tedesco riuscendovi infine alle 19 grazie a un devastante fuoco di artiglieria. Alle 2 di notte il 2º battaglione 506º Reggimento di Fanteria Paracadutista passò attraverso le linee del 1º e 3º battaglione del 502° e la mattina del giorno dopo, con in testa la compagnia E (protagonista della serie Band of Brothers - Fratelli al fronte), attaccò Carentan come componente di un assalto portato da tre battaglioni della 101ª e a sera conquistò la Collina 30 a sud della città.

## Morte
Il 18 settembre, durante l'Operazione Market Garden nei Paesi Bassi, Cole fu ucciso da un cecchino tedesco, che non venne identificato, mentre cercava di posizionare un pannello di identificazione arancione per segnalare la sua posizione agli aerei alleati. I piloti americani avevano, infatti, erroneamente bombardato le posizioni occupate dai paracadutisti, e l'estrema azione di Cole fu un tentativo di salvare i suoi uomini. Non ebbe modo di ricevere di persona la Medaglia d'Onore.

## Nella cultura di massa
Nel videogioco Brothers in Arms: Road to Hill 30 Cole è un personaggio non-giocabile e lo si seguirà durante la carica nel capitolo intitolato appunto "la carica di Cole".
Nel seguito Brothers in Arms: Hell's Highway lo si potrà vedere in un filmato nel momento della morte, mentre nella missione successiva il primo obiettivo sarà quello di dare la caccia al cecchino e vendicare Cole (il tedesco verrà gettato dal campanile di una chiesa dal caporale Paddock, che commenterà "Questo è per tutti gli Americani che hai ucciso, li rivedrai presto!", riferendosi al colonnello).